# 四面体通讯
《四面体通讯》（Tetrahedron Letters）是一本迅速收集各种有机化学领域的原创研究论文的国际期刊，属于周刊。该期刊的影响因子为2.379（2014年）。